# Ourika-Tal

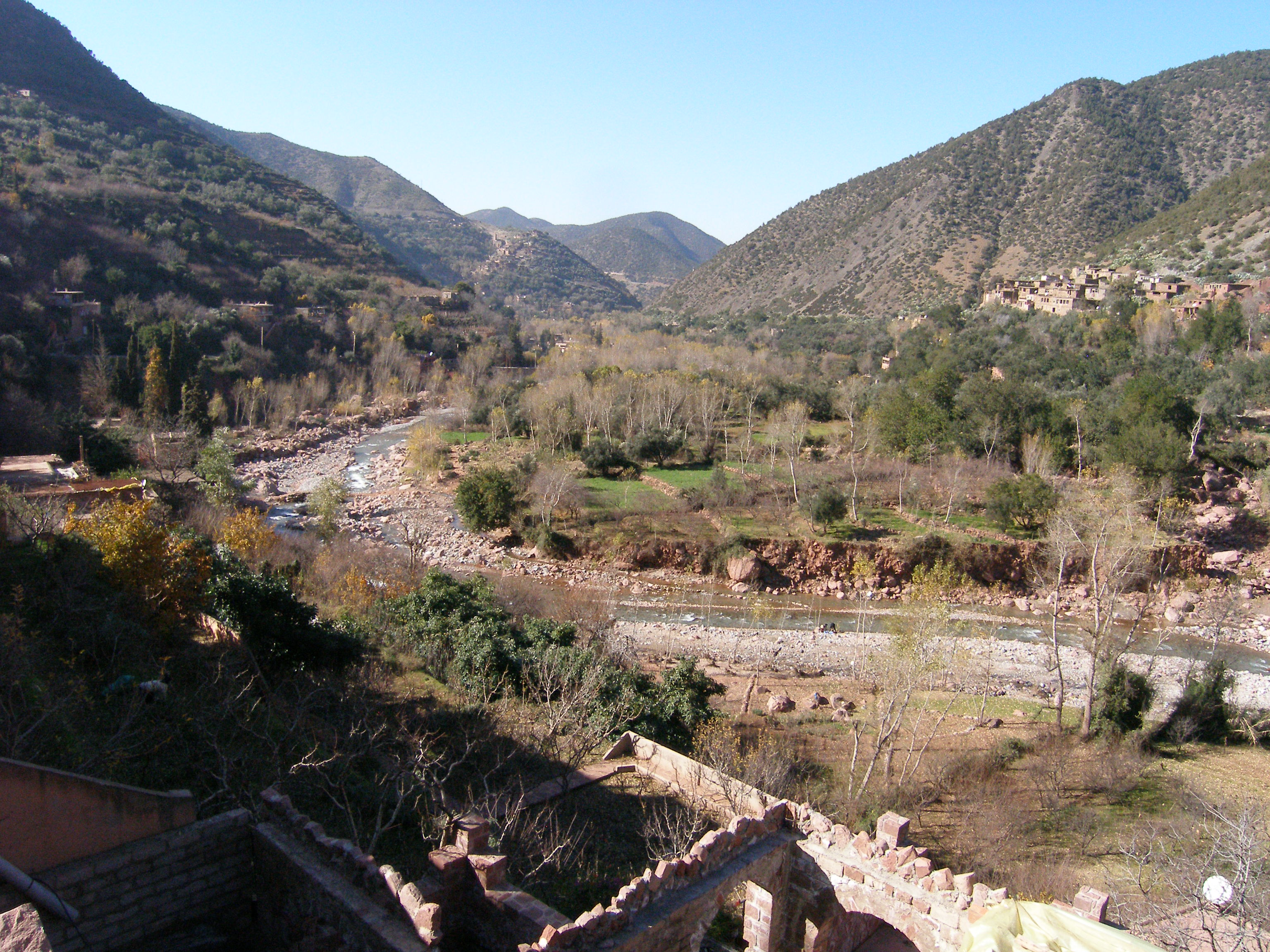
Ourika-Tal

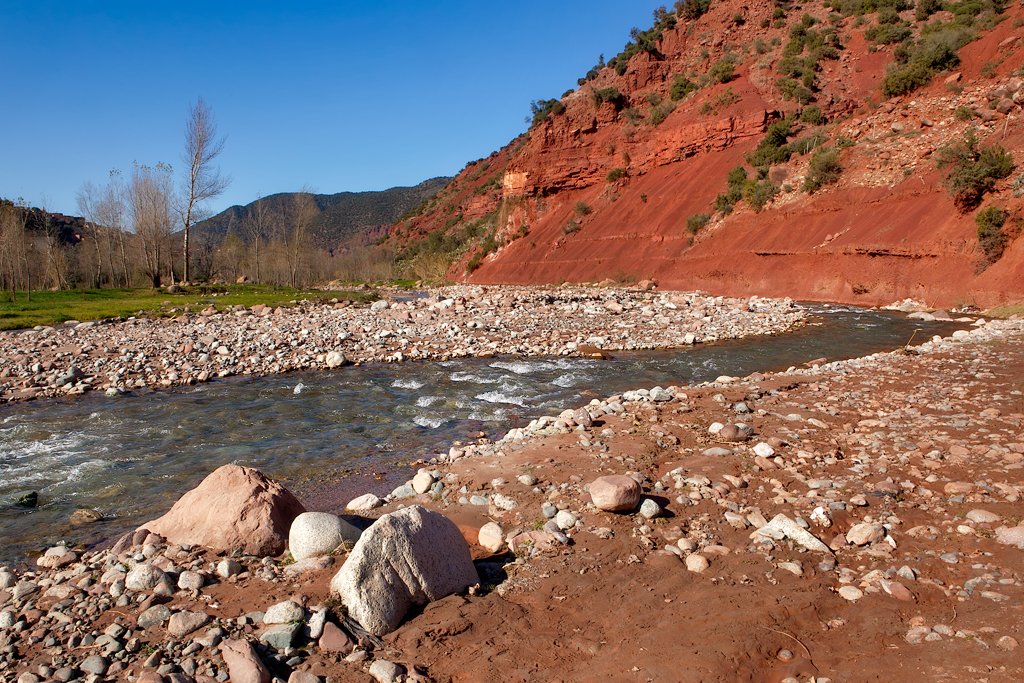
Ourika-Fluss

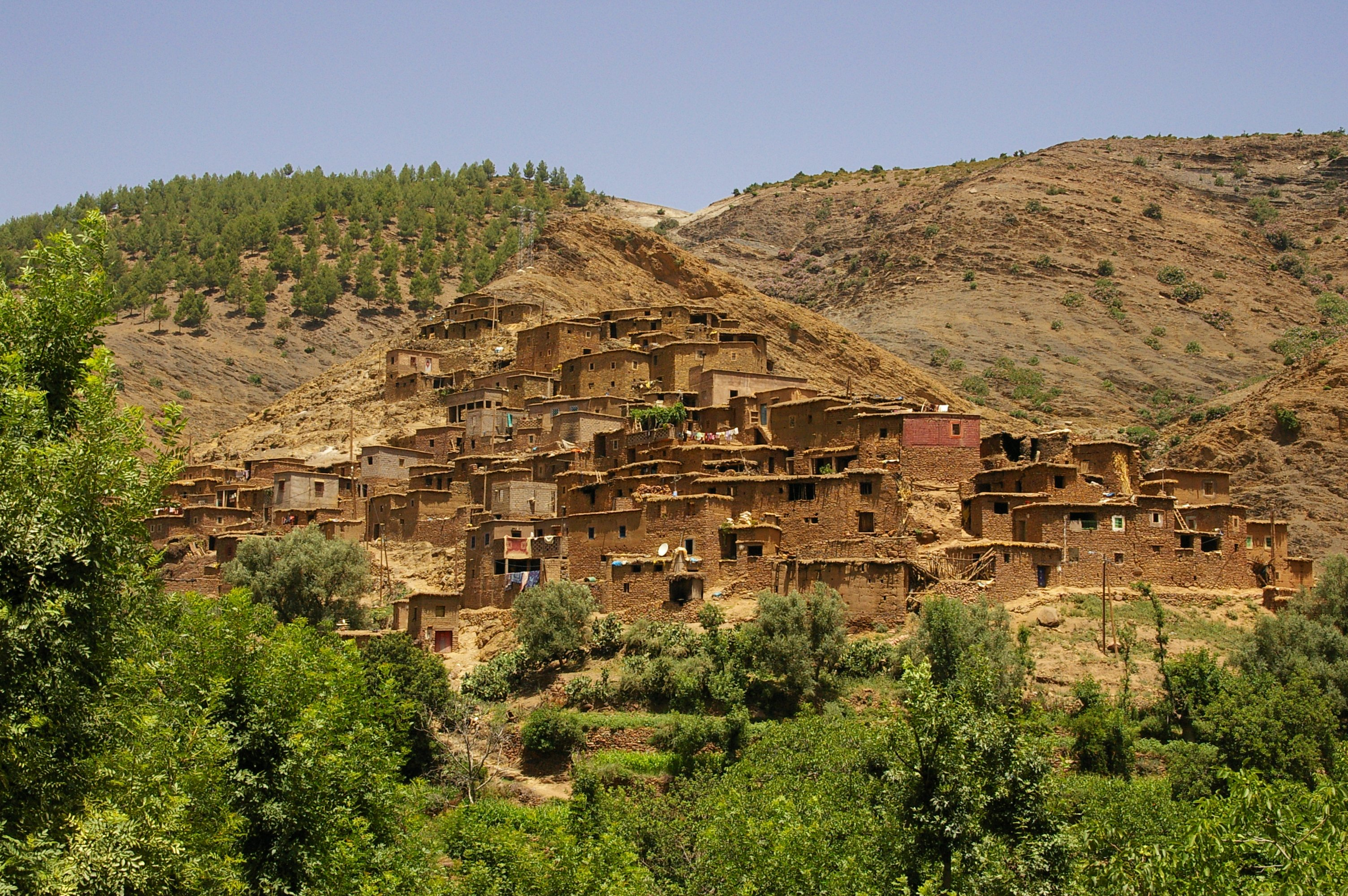
Stein-Lehmhäuser der Berber im Ourika-Tal

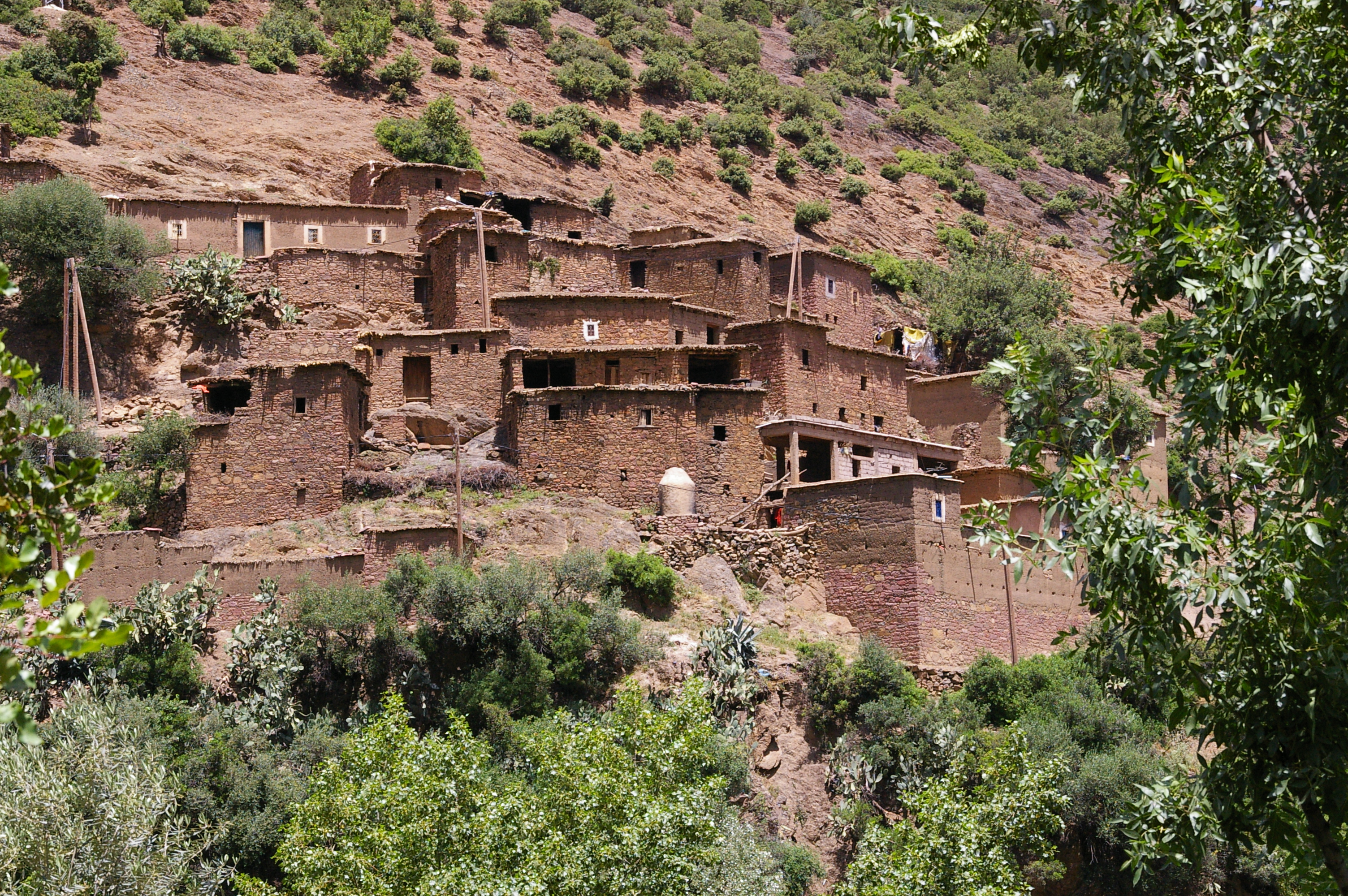
Stein-Lehmhäuser der Berber im Ourika-Tal

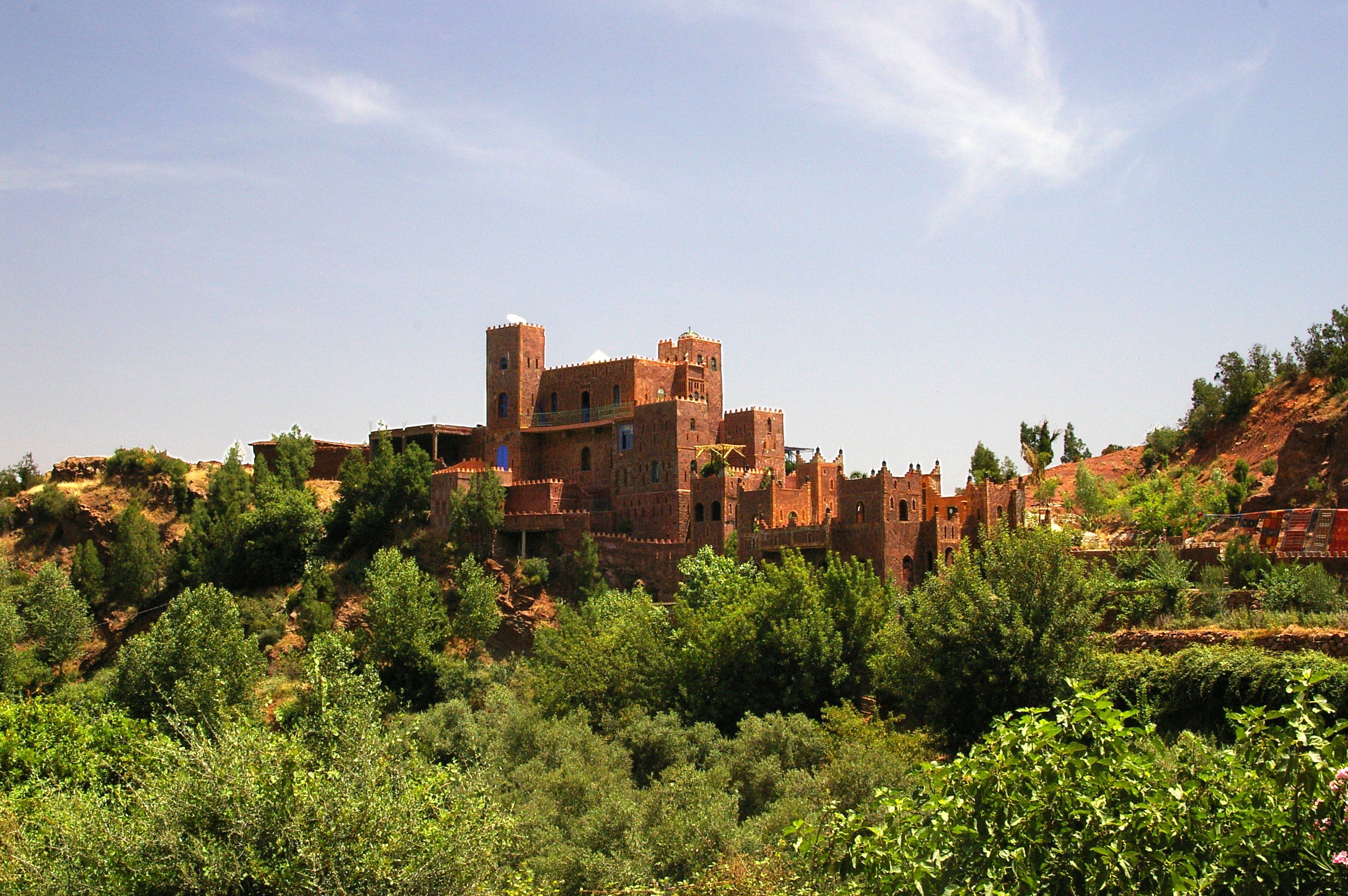
Hotel-Kasbah im Ourika-Tal

Das Ourika-Tal (arabisch وادي أوريكا, DMG wādī aūrīkā) ist ein vom Oued Ourika durchflossenes Bergtal auf der Nordseite des Hohen Atlas in der Provinz Al Haouz in der Region Marrakesch-Safi in Marokko.

## Lage
Das etwa 1400 m bis 1500 m hochgelegene Ourika-Tal beginnt etwa 30 Kilometer südöstlich von Marrakesch beim Ort Souk Tnine de l'Ourika und zieht sich weitere 25 Kilometer in südlicher Richtung bis nach Asgaour und Setti Fatma; danach folgen noch einige Bergdörfer, die allerdings nur auf Wanderungen erreichbar sind. Der Fluss Ourika entspringt an den Hängen des Toubkal-Massivs und versickert in der Ebene von Marrakesch.

## Geschichte
Trotz fehlender schriftlicher Aufzeichnungen ist davon auszugehen, dass das Hochtal schon seit Jahrhunderten besiedelt ist, wobei in früheren Jahrhunderten ein ständiger Konflikt zwischen wandernden Viehnomaden und sesshaften Bauern um die Nahrungsressourcen bestanden haben muss, der sicherlich des Öfteren nur gewaltsam gelöst wurde. Noch im frühen 20. Jahrhundert lebten die Bewohner weitgehend abgeschnitten von der Außenwelt – eine Situation, die sich erst mit verbesserten Transportmöglichkeiten und zunehmendem Tourismus änderte. Dennoch ist das Tal in vieler Hinsicht immer noch recht ursprünglich geblieben. Im Jahr 1995 gab es nach starken Regenfällen heftige Überschwemmungen, die vor allem in Setti Fatma viele Häuser zerstörten.

## Sehenswürdigkeiten
Wie das Aït Bougoumez-Tal (vgl. Timit) bietet auch das Ourika-Tal neben seinen landschaftlichen Schönheiten vielfältige Eindrücke vom Leben und der Kultur der Berber des Hohen Atlas.
- In der Umgebung von Setti Fadma gibt es sechs – je nach Wetter auch sieben – kleinere Wasserfälle, die im Rahmen einer mehrstündigen Trekking-Tour aufgesucht werden können.
- Im Jardin de Timalizene wurden für die Bergregion typische Duftpflanzen angepflanzt.
- Die Safranière de l'Ourika ist ein Bauernhof, der sich ganz der Gewinnung von Safran gewidmet hat. Ein Besuch zur Zeit der Safranernte Ende Oktober bis Mitte November ist besonders lohnend.
- Das Écomusée berbère de la vallée de l'Ourika in einem traditionellen Haus inmitten der Ortschaft Tafza bietet einen interessanten Querschnitt durch die kunsthandwerklichen Erzeugnisse der Berber (Töpferwaren, Weberzeugnisse, Silberschmuck mit Halbedelsteinen etc.).
- Anima, der paradiesische Garten des österreichischen Universalkünstlers André Heller[1][2]

## Trekking
Von Setti Fatma aus sind verschiedene Wanderungen bzw. Trekking-Touren möglich. Die längste ist eine Dreitagestour nach Imlil, von dort ist eine Besteigung des Toubkal und/oder des Jbel Ouanoukrim möglich. Eine weitere Tour führt in den Wintersportort Oukaïmeden und zu den Felszeichnungen im Gebiet des Jebel Yagour.